# Тарногський Городок
Тарно́гський Городо́к (рос. Тарногский Городок) — село, центр Тарногського району Вологодської області, Росія. Адміністративний центр Тарногського сільського поселення.

## Географія
Назва села походить від назви річки Тарнога, при впадінні якої в Кокшеньгу знаходиться село.
Відстань до Вологди — 340 км. Загальна площа села в сучасних кордонах становить 452,75 га.

## Історія
2022 року до складу села включені сусідні присілки Демидовська, Ніколаєвська та Тимошинська.

## Населення
Населення — 5368 осіб (2010; 5539 у 2002).
Національний склад (станом на 2002 рік):
- росіяни — 98 %

## Господарство
На території села основне виробництво представлено підприємствами харчових продуктів, сільським господарством, заготівлею та переробкою деревини, виробництвом продукції місцевого значення.
Особливістю транспортної системи села є непрохідність його доріг та його віддаленість від існуючої мережі залізниць і судноплавних річок.